# Татул (светилище)
Вижте пояснителната страница за други значения на Татул.
Татул е скално-култов комплекс край село Татул, (Община Момчилград), наричан от местното население Каябъшъ (от турски: Каменна глава).
Тoва е праисторическо култово място, на чиято територия е разположен един от най-озадачаващите мегалитни паметници на територията на България – саркофаг с форма на пресечена пирамида, който няма аналог сред множеството мегалитни паметници регистрирани от археолозите на територията на България и по света. Това е най-добре запазеният храмов комплекс изсечен в монолитен къс скала.

## Местоположение
Комплексът е разположен на 200 m от село Татул в местностите Кара дере и Кая башъ. (Археологическият обект е на разстояние около 15 km от гр. Момчилград).

## Характеристика

### Откритие
Скалното светилище е регистрирано и описано за първи път през 1933 г. от краеведа Никола Иванов. През 1940 г. българският археолог Васил Миков посещава мястото и изказва предположение, че под хълма са развалините на голямо древнотракийско светилище.

### Описание и особености
Светилището представлява скален масив, а върхът му – пресечена пирамида. Комплексът се състои от два саркофага, четириъгълно легло за главния олтар и триметров кладенец, както и множество изсичания с не съвсем ясна цел по скалите. Според проведените с малки прекъсвания през 2004 – 2009 г. мащабни археологически разкопки под ръководството на Николай Овчаров комплексът е датиран от края на V и началото на IV хил. пр. Хр., за което свидетелстват намерените фрагменти от глинени съдове в района. Скалната пирамида и гробниците около нея са оформени през ХVIII – ХI в. пр. Хр., когато светилището преживява своя първи голям разцвет. Наоколо е оформен кръг от глинени олтари, върху които са извършвани жертвоприношенията. Открити са стотици култови предмети – глинени човешки идоли и прешлени за вретено, модели на съдове, предмети от бронз, изображение на Бога Слънце.
През 1980-те години, проф. Иван Венедиков изказва хипотезата, че хълмът край с. Татул е служел като светилище, посветено на Орфей, но на този етап от проучването на археологическия обект тази хипотеза не може да бъде доказана. За да идентифицира обекта като култово място посветено на Орфей, Венедиков цитира няколко антични извора за древната история. Според Конон и Павзаний тленните останки на легендарния тракийски жрец Орфей били сложени в урна и положени върху скала. Замисълът бил и след смъртта му той да остане посредник между боговете и хората. Костите едновременно трябвало да бъдат скрити от слънцето, но и най-близо до него. Това е идеята за антроподемона или полубога – царя, който след смъртта си постепенно се превръща в божество. Според Венедиков на хълма до Татул е извършен погребален обред, който е съвсем различен от познатите погребални практики на древните траки, при които се наблюдава заравяне на мъртвите владетели под могилни насипи.
Така Венедиков обоснова хипотезата, че най-близко свидетелство за изповядвания някога при Татул ритуал са легендите за погребването на прочутия цар-жрец, певец и прорицател, родения в Родопите Орфей.
Скално-изсеченото съоръжение е устроено по начин, различен от всички описани към този етап подобни съоръжения, открити на територията на България. Грубо изработената пирамида е издялана от човешка ръка от монолитна скала. Висока около 4.50 m и широка при основата си 6 m, а в горната част на пирамидата е издялана своеобразна площадка, по-ниска от северната и източната страна, а издигнатата в средата и от юг и от запад. В средата на тази издигната част е издълбан един гроб с неправилна форма, широк при късата страна, където се поставя главата на умрелия, 49 cm, а на противоположната страна, където трябва да са били краката – 0,25 m. Самият гроб е дълъг 1.87 m и е издълбан по същия начин, както и камерите на гробниците, без страните му да образуват страни или ръбове. За да се затвори този гроб отгоре, страните му са били издълбани с един отстъп стъпалце, дълбоко 0,22 m и широко 0,9 m.
Регистрираните културни пластове, съоръжения и находки определят обща хронология на обекта от епохата на късния Халколит до Средновековието, което означава, че мястото е било населено и използвано в продължение на около 5000 години.

### Археологически проучвания
През 1960-те и 1970-те години археологически екип проучва цялата територия на скално-култовия обект. По време на проучването на най-високата част на теменоса са разкрити практически почти всички видове познати на археолозите изсичания при подобен вид обекти във вертикалните и хоризонталните грунтови скали – улеи, кръгли подиуми – олтари, кръгове, т.нар. „шарапани“, скален питус (днес описан на място като „свещен кладенец“) дълбок повече от 2 m, стъпала, водещи до самия ръб на скалите или до непристъпните им сектори. По вертикалните стени на пирамидалната отвесна скала са регистрирани малки правоъгълни ниши и стръмни малки стъпала.
В началото на 1970-те години паметникът е подробно описан от Иван Венедиков и Николай Виходцевски, които изказват предположението, че това е мавзолей на богато семейство от тракийското племето на одрисите. През 1976 г. паметникът е публикуван в първи том на „Мегалитите в Тракия“ и е описан като „скална гробница“. Между 1975 – 76 г. българският археолог Иван Балкански провежда разкопки и при публикацията на паметника го характеризира като „тракийско светилище“.
Иван Балкански работи на ограничена площ за разкопки, поради това, че голяма част от мястото на археологическия обект е засято с тютюн. В обхвата на разкопките изследователите разкриват средновековен некропол с богат гробен инвентар – женски гробове с положени множество накити – обеци, пръстени, бронзови гривни и др. По тази причина и заради видими останки от крепостни стени, обектът дълго време фигурира в регистрите единствено с по-късните си периоди и частично проучените късноантична и средновековна крепост. Единствената медна монета на Цар Иван Асен II в Кърджалийско е открита от Иван Балкански при археологическите разкопки на средновековния некропол (през средата на 70-те години на XX век). Днес откритите монети на великия български цар от Източните Родопи са близо 10, като две от тях са намерени на Перперикон, последната – през 2019 г.
За изясняване на историята на византийското имение край Татул спомагат някои важни находки и най-вече оловните печати моливдовули. Десет от моливдовулите обаче са с обща хронология от 90-те години на ХІ до първата четвърт на ХІІ в. Шест от тях са на едно и също лице – известната историческа личност севаст Георги Палеолог – един от най-доверените хора на император Алексий I Комнин. Имението при Татул със сигурност е било негово.
Системни продължителни разкопки на обекта са проведени в рамките на четири археологически кампании (2004, 2005, 2007 и 2009 г.), са осъществени от научен екип в състав: Николай Овчаров (ръководител), Даниела Коджаманова (археолог от РИМ – Кърджали), Юлий Стоянов, Здравко Димитров и доц. Красимир Лещаков, развити в три поредни студии в органа на Националния археологически институт с музей към БАН списание Археология.
На разкопките на обекта проведени между 2004 и 2007 г., екипът ръководен от Овчаров открива следи от култовата дейност датирана по керамични фрагменти в ХVІІІ-ХІ в. пр. Хр.(късна Бронзова епоха). От този период са датирани и 30 на брой култови огнища и олтари изградени около скалната пирамида, открити са още фрагменти от кани и чаши за вино. Керамиката, открита на обекта, е с произход от Мала Азия, Егейските острови и Микена което свидетелства че на поклонение до светилището са идвали поклонници от различни точки на древния свят.
При разкопките през 2004 – 2007 г. са намерени уникални предмети от глина, свързани със слънчевия култ – три колела за макети на Небесна колесница и част от златна маска. През ХIII – ХII в. пр. Хр. светилището е пострадало при земетресения. Според историци саркофагът, пресечената пирамида и страничната камера илюстрират погребенията на Орфей и на тракийския цар Резос, който според митологията е царувал в южната част на Родопите и е взел участие в легендарната Троянска война.
През античната епоха е изградена масивна каменна стена от огромни блокове с форма на паралелепипед. Във вътрешността на светилището са разкрити няколко сгради, една от които е храм със запазени стени с височина от 6 m. От Античната епоха е открита цяла серия от бронзови пръстени-печати. В района на светилището е регистрирана строителна активност от самото начало на I век сл. Хр. Обновеното светилище просъществува до 50-60-те години на I век.
Мястото е населено отново през втората четвърт на III век сл. Хр. От този период е открита значително количество римска керамика. Счита се, че елинистическият храм и сградите около него са превърнати в укрепена римска вила, обитавана от богат местен аристократ. Имението е опожарено през 267 – 269 г., когато варварите готи нахлуват в Родопите. В края на III век вилата е възстановена, но в доста по-примитивен вид. Нов период на разцвет започва през IХ–Х век. Тогава са извършени поредните преустройства.
Половината от тях са на севаст Георги Палеолог, основателя на прочутата династия на Палеолозите. Представители на този известен род по-късно управляват Византийската империя, а кръвта им тече във вените на царете на България, Сърбия и Русия. Севаст Георги Палеолог живял в края на ХІ в. и бил главен генерал на император Алексий І Комнин (1081 – 1118). Като предводител на имперските войски, той отблъсква нашествията на нормани, печенеги и кумани. В отплата получава от императора много земи и имения. Изглежда едно от тях е било имението до днешното с. Татул. Вероятно там е пребивавал негов управител, до когото са изпращани писмата, скрепени с оловните печати на севаст Георги Палеолог.
Финалният етап от живота върху хълма край село Татул се отбелязва от средновековния некропол, от който са проучени осем гроба. Некрополът се датира не по-късно от средата на XIII век и бележи края на вековния живот на хълма край село Татул.
По време на разкопките между 2004 и 2007 г. ръководител на разкопките е доц. Николай Овчаров, а в екипа участват археоложката Даниела Коджаманова (РИМ Кърджали), Д-р Здравко Димитров (АИМ при БАН), доц. Красимир Лещаков (СУ „Климент Охридски“), ст.н.с. Милена Тонкова (АИМ при БАН) и археолозите Мирослава Замова и Кичка Симеонова (РИМ Кърджали).

#### Сезон 2004/2005
Въз основа на наличните изсичания в материковата скала на обекта и намерени керамични фрагменти от съдове и фигури с култово предназначение, най-ранният етап от живота на хълма е датиран към късния Халколит (началото на IV хил. пр. Хр.).
Култовото място бележи своя първи голям разцвет през ХVІІІ – ХІ век пр. Хр., когато е изградена т.нар. пирамида и съпътстващите я структури – разкрити са около тридесет глинени олтара, над двадесет ритуални съда за жертвоприношения и множество култови предмети – глинени човешки идоли, прешлени за вретено, модели на съдове, предмети от бронз, изображение на Слънцебога, три колела за макети на Небесна колесница (изработени от глина) и част от златна маска.
Светилището е причислено към типа мегалитни светилища, отнасящи се към палеобалканскта древност и отнасяни в географския ареал, обитаван от древните тракийски племена – Родопите, Рила, Стара планина, Средна гора, Сакар, Странджа и планините на територията на Западна България (Витоша, Руй, Гребен и др.), които са били посветени на различни тракийски божества.
В рамките на двата първи сезона на разкопките е окончателно установено, че през ХІІІ – ХІІ век пр. Хр. светилището е частично разрушено при земетресения.

#### Сезон 2007
Според интерпретацията на намерените артефакти и извършеното археологическо проучване на стратиграфията на обекта – откритите жертвени олтари са датирани в късната бронзова и ранната желязна епоха (ХV–VI век пр. Хр.), а през Елинистичната епоха започват първите градежи на обекта – според археолозите в периода IV–I век пр. Хр. е изградена голяма каменна стена от добре издялани блокове, която огражда хълма, впоследствие е изградена и храмова постройка, където религиозните церемонии са извършвани вече на закрито. Храмът е обновен около средата на I век сл. Хр., след римското завоевание на Тракия. По това време култовият комплекс започва своето разрастване, а през ранната Византийска епоха (IV–VII век сл. Хр.) на хълма е изградена крепост, която е преустройвана многократно.
В самото подножие на свещения хълм са издълбани няколко скални дискове Архив на оригинала от 2015-05-18 в Wayback Machine., чието предназначение вероятно е свързано с астрономически изследвания.(Обектите са обявени за единични паметници на културата с писмо №5482 от 28 септември 1987 г.)

### Датиране
В един от своите трудове проф. Ана Радунчева отбелязва, че през втората половина на енеолита в Родопите и извън тях се създава и активно функционира системата от високо планински скални светилища. Тя разглеждат основанията за датиране на тази дейност към времето на ранната Новокаменна и късната Каменно-медна епоха, като отбелязва, че има наличие на керамика от края на праисторическата епоха във всички скални свещени обекти (в това число и на обекта до село Татул). Т.нар. „тракийски зид“ на обекта, преминават върху скалните изрязвания и изсичания на грунтовите скали. В композиционно и типологическо отношение скалните изсичания от всички светилища намират свои точни паралели сред находките от проучените селищни могили в България и съседните страни. Показателни са случаите в светилища като Перперек, Татул и др.
Радунчева отбелязва, че трябва да се има предвид ранната дата на създаване на системата от скални светилища в планината и че древните автори, когато съобщават свещените места на траките, говорят само за употребата, но не и за създаването им. Повечето скални свещени места са използвани от тракийските племена, но само върху част от старите свещени територии изградени в много по-ранни епохи.

## Проучвания и хипотези

### Археастрономическо проучване
Първите археоастрономически проучвания на обекта са осъществени между 1981 и 1987 г. от проф. Никола Николов, Славей Златев и Калина Василева, а резултатите са публикувани по късно, в сп. „Археология“. Учените наблюдават известния улей от южното подножие на пресечената пирамида, ориентиран в посока изток-запад. (Той е дълъг около 2,5 м и широк в краищата си около 0,8 м. По средата се стеснява и в хоризонтален план наподобява знака „Х“, в пресечната точка на който е образуван вертикален процеп с ширина 8 – 10 см и дълбочина 50 см.).
Т. нар. „мушка“ е насочена към изгрева на цяло Слънце (тангиращо с долния си ръб хоризонта) при равноденствие. Голямата ос на саркофага от най-горната площадка (върху „покрива“ на пресечената пирамида) е насочена към изгрев Слънце по време на зимното слънцестоене. Същевременно на обекта са регистрирани и тронове, които могат да се изследват като пунктове за наблюдение на близкия и далечния хоризонт.
По време на археоастрономическите проучвания през 1982 и 1983 г. на обекта са проведени метеорологични и физични изследвания, които установяват наличието на депресия на геомагнитното поле. Измерванията на температурата на скалата и въздуха са показали, че непосредствено преди изгрева на слънцето температурата рязко спада, а впоследствие се наблюдава постепенно се покачване. Причината за тези явления е вероятна аномалия в структурата или в състава на скалния масив. Подробно геофизично изследване на тези аномалии не е провеждано. Допуска се, че тези аномалии са били фактор за древните при избора на мястото на светилището.

### Хипотези
На базата на цитираните статии и монографии от проведените разкопки може категорично да се заключи, че животът край Татул започва не по-рано от началото на IV хил. пр. Хр., което е изтъкнато от специалиста по каменно-медна епоха проф. д-р Явор Бояджиев, консултант на разкопките на Татул и Перперикон. 
От друга страна, според хипотезата на проф. Ана Радунчева скалните светилища, на територията на Родопа планина, са изградени и активно ползвани още в Неолитната епоха (края на VII и началото на VI хилядолетие пр. Хр.). Това е периодът, в който най-ранните заселници на Балканския полуостров тръгват от земите на Мала Азия следвайки течението на най-голямата балканска река Марица и нейните притоци, заселниците откриват земите на север от Средиземно море и западните области на Балканите. В равнините те създават най-ранните селища, а високо в планината изграждат своите скални светилища. Тези светилища според Радунчева постепенно се превръщат в истински свещени комплекси, за чието „архитектурно“ оформление древните хора използвали природните форми на скали и ниши, или ги доработвали, за да ги превърнат във внушителни скални свещени места, където извършвали ритуални действия. В Източните Родопи е най-голямата концентрация на сакрални скални обекти.
Според Радунчева близостта между праисторическите светилища в Родопите ги превръща в „гигантски“ олтар за почитане на боговете от върховния праисторически пантеон, а планината – в свещена. В същото време те са доказателство за предходност пред т. нар. тракийски пантеон, който е с 2500 години по-млад от описани скални праисторически светилища в Източните Родопи. Радунчева защитава тезата, че древните заселници са използвали светилищата и като своеобразни астрономически обсерватории и са познавали небесните тела и разположението на звездите, което им било ориентир. По време на археологически експедиции на обекти в Източните Родопи, ръководени от Радунчева, колегите ѝ са се натъкнали на втория – т.нар. древнотракийски пласт зидове, при който изображенията на старите божества са били зазиждани, а помещенията са били преустройвани или запълвани с пръст и камъни. Точно затова Радунчева нарича скалните светилища в Източните Родопи праисторически и подчертава, че е исторически невярно да се свързват само с културата на древните траки. Радунчева изтъква че, тези праисторически заселници са разработили на територията на Източните Родопи над 150 рудника за добив на злато и са създали най-старата и блестяща Европейска цивилизация, което би могло да се характеризира като „златния век“ на човешката история. Може да се твърди според нея, че тези скални светилища предхождат строителството на Египетските пирамиди поне с хиляда години.
Фрагментите от керамични предмети открити на територията на светилищата в Източните Родопи недвусмислено говорят за своя много ранен произход – някъде към края на VII хилядолетие пр. Хр. Тези най-ранни следи намират потвърждение и в идолите от керамика, а те имат точен паралел с подобни в Мала Азия, конкретно в Чатал Хююк – „Свещения град“, както го нарича известният английски археолог проф. Джеймс Меларт. Там има и аналогични скални структури и изображения, каквито са намерени и в Испания и Италия, но никъде тази култура не е развита така, както на Балканите, според  Радунчева.
В България най-голяма концентрация на скални светилища има в района на Кърджали, като само на територията на община Момчилград са регистрирани над сто сакрални обекта. Забележителни са обектите Перперек, Татул, Уч кале над гр. Джебел, Харман кая, Скалните костенурки до с. Фотиново и др. Според Радунчева, българските археолози са открили един „грандиозен паметник на праисторическата религия“, създаден няколко хилядолетия преди траките и използван по-късно от тях и впоследствие през Римската епоха и Средновековието с различно предназначение. Наличието на естествени или допълнително оформени в скалите ниши, характерен елемент в светилищата, Радунчева обяснява с религиозните представи на праисторическите хора, което се отнася и за пещерите. Става дума за тяхната вяра в задгробния живот и прераждането и завръщането на душата на покойника при свещените прародители.

### „Гробът“ на Орфей
Многократно български медии тиражират изказванията на Николай Овчаров, който некоректно припознава или дефинира саркофага при с. Татул като гроб на Орфей, Проф. Валерия Фол се изказва категорично против такава категоризация, според нея обявяването на саркофага на върха на хълма за гроб на Орфей е: „смехотворно“, защото Орфей е митологически образ, в който са кодирани тракийските царе – жреци; следователно, това е един сборен митологичен образ.
За твърдението на Овчаров, че археологическият обект до Татул е „единственият локализиран в Тракия храм на Орфей“, доц. Костадин Рабаджиев (бивш ръководител на катедрата по археология към Софийския университет „Св. Климент Охридски“), коментира, че тезата на Овчаров е „изградена върху факти, които изглеждат подредени, но са дълбоко неверни... което най-малкото показва научна некомпетентност.“ Въпреки това, Овчаров подчертава, че става въпрос за символичен гроб на Орфей.

### Опазване и консервация
Обектът се охранява и е отворен за посещение. Инсталирано е и постоянно видеонаблюдение.
В края на месец ноември 2007 г. на пресконференция в Кърджали археолозите проф. Ана Радунчева, Катя Меламед и Стефанка Иванова от секция „Праистория“ в Института по археология към БАН заявяват, че археологическите обекти Татул и Перперек са в аварийно състояние, а две трети от скално-култовия комплекс край Татул са унищожени.
В продължение на четири години (от 2004 до 2007) екипът на Радунчева облита със самолет енеолитните паметници в региона на Източните Родопи и установява разрушителни дейности.
През 2009 г. става ясно, че Ана Радунчева и Николай Овчаров са в конфликтни взаимоотношения заради начина, по който екипът на Овчаров третира археологическите обекти Перперикон и Татул. Археолозите препоръчват изследователският екип да бъде увеличен, но мерки не са предприети от никоя отговорна институция. Подадени са документи до Министерството на културата и до Националния институт за паметниците на културата (НИПК).
Радунчева споделя неведнъж, че консервацията на Перперек е недостатъчна, и че древното укрепление вече се руши. Според нея начинът, по който са подкопани по време на разкопките (ръководени от Овчаров), всички зидове от различните епохи – средновековна, римска и тракийска, рано или късно ще рухнат. Радунчева заявява, че е неприемливо за консервацията на обекта, посетителите да стъпват навсякъде и с всяко невнимателно стъпване да нарушават баланса на древния градеж, като това би предизвикало перманентно разрушаване на обекта. По нейни свидетелства, от първото ѝ посещение на археологическия обект в края на 70-те на ХХ в. са били разрушени много ценни следи, а именно – заличен е древен релеф с два лъва, както и изображение на зооморфна фигура издялани на облегалката на трона в т.нар. „тронна зала“. Въпросните релефи са документирана на старите фотографии от обекта. Те имат и своя аналог в стенописите на Чаталхьоюк в Анадола, Турция, от VІІІ хил. пр. Хр. – най-запазеният град от епохата на неолита.
Археологическият обект край с. Татул е обявен за Паметник на културата с Писмо №5892 от 21 декември 1989 г., в което е описан като "Скално светилище – местността „Каменна глава“ (Кая башъ) – на 0,3 km южно от местността „Вежица“. Конструирано е аварийно покритие с 30 000 лева от Министерството на културата, което спасява елинистическия храм от разпадане. Днес то е изцяло обновено със средства на Община Момчилград, получени от туристическите такси. След него Община Момчилград печели европейски проект на стойност 180 000 евро, които допринасят за поддържането на обекта.

## Галерия
- Арковидният отвор на съоръжението
- Западната стена на съоръжението (след реставрация)
- Състояние на съоръжението след иманярската инвазия
- Защитната стена (западно изложение)
- Ритуални вани
- Крепостна стена – Запад IV-III век пр. Хр.
- Стълбището на източната страна на светилището IV-III век пр. Хр.
- Свещен кладенец - датиран в I хил. пр. Хр.
- Вътрешността кладенеца
- Леглото изсечено под арковидния отвор
- Стъпалата издълбани в подножието на съоръжението

## Градски легенди
По разказ на местния жител Мустафа Реджебов от 1983 г., някогашният кмет на с. Татул Иван Иванов-Брадата, се заел в средата на 50-те години на ХХ век да проучва обекта и скоро след това бил споходен от съновидение, след като нощувал в близка пещера. На сън той видял беловлас старец с дълга брада, който му казал да не копае по „неговите места“ и му забранил да рови повече, защото го очаква нещастие. Малко след като разказал съня си на местни хора, Иванов бил покосен от болест и лежал болен повече от месец.

## Любителски открития
През 2012 г. в различни онлайн издания и блогове се появява информацията, че в непосредствена близост до скално-култовия комплекс е локализирана триделна пещера – Утробата. Отправна точка към точното местоположение на пещерата е широкото място, преди алеята водеща към скално-култовия комплекс. От лявата страна се намира кладенец, а под него голямо, вековно дърво с разположени пейки около него. Зад кладенеца е пътеката, която води до пещера Утробата. Разстоянието до обекта е около 100 m. Пътеката представлява улей, който е издълбан в скалата, сред кръгли издълбавания, които вероятно са играели роля в ритуали изпълнявани на мястото в древността. От площадката пред пещерата има видимост към светилищния комплекс.